# Nakajima Ki-49
Die Nakajima Ki-49 „Donryu“ (jap. 中島 キ-49 呑龍) (Sturmdrache) war ein mittelschwerer Langstreckenbomber der kaiserlich japanischen Heeresflieger, welcher zur Ablösung der Mitsubishi-Ki-21-Bomber entwickelt wurde. Der alliierte Codename lautete „Helen“.

## Entwicklung
Mit Beginn des Krieges mit den USA stellte sich schnell heraus, dass das Vorgängermodell Ki-21 nur ungenügend geschützt war vor den US-amerikanischen Jägern. Da dem Heer keine geeigneten Begleitjäger zur Verfügung standen, um den benötigten Begleitschutz zu ermöglichen, folgerte die japanische Heeresleitung daraus, das die Bomber sich selber besser verteidigen müssten. Deshalb wurde bei dem Nachfolgemodell der Selbstschutz massiv verbessert. Statt vorher drei gehörten nun sechs Bordschützen zur Besatzung. Fünf davon benutzten 7,7-mm-Typ-89-Maschinengewehre im Bug, Heck, Boden und an zwei Rumpfseiten sowie einer eine 20-mm-Ho-1-Maschinenkanone auf der oberen Rumpfseite. Bei der Ki-49 II wurden die Typ-89-Maschinengewehre durch Ho-103 mit einem größeren Kaliber von 12,7 mm ersetzt. Weiterhin wurden zum Schutz der Mannschaft Panzerplatten an mehreren Stellen im Rumpf und Panzerglas im Cockpit verbaut. Dies erhöhte die Leermasse des Flugzeugs um etwa 500 kg im Vergleich zum Vorgänger. Dies konnte aber durch stärkere Motoren kompensiert werden.
Das erste Modell war die Ki-49 I mit zwei 1250-PS-Motoren und wurde ab Herbst 1941 ausgeliefert. Im Frühjahr 1942 flogen schon die Prototypen der Version Ki-49 II mit stärkeren Motoren und beschusssicheren Tanks. Die dritte Version Ki-49 III mit nochmals verbesserten Motoren kam über den Prototypstatus nicht hinaus.
Das Flugzeug wurde während der Produktion mehrmals verbessert, da es immer wieder Schwächen in Leistung und Panzerschutz zeigte. Insgesamt wurden 819 Maschinen gebaut. Im späteren Verlauf des Krieges wurde die Ki-49 meist nur noch als Truppentransporter, zur U-Boot-Abwehr oder für Kamikaze-Einsätze eingesetzt.

## Technische Daten

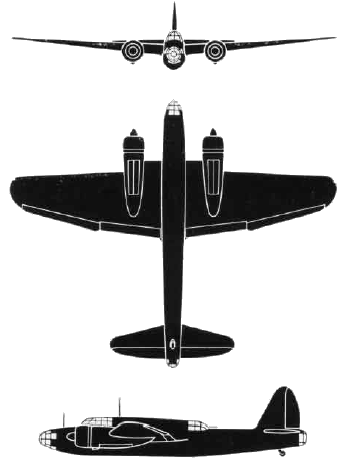
Dreiseitenansicht

| Kenngröße               | Daten (Nakajima Ki-49 IIa)                                                                                          |
| ----------------------- | --- |
| Besatzung               | 8 |
| Länge                   | 16,50 m |
| Spannweite              | 20,42 m |
| Höhe                    | 4,25 m |
| Flügelfläche            | 69,05 m² |
| Flügelstreckung         | 6,0 |
| Nutzlast                | 1.000 kg Bomben |
| Leermasse               | 6.530 kg |
| max. Startmasse         | 11.400 kg |
| Flügel Flächenbelastung | 95 kg/m² |
| Marschgeschwindigkeit   | 350 km/h |
| Höchstgeschwindigkeit   | 492 km/h in 5.000 m Höhe                                                                                            |
| Dienstgipfelhöhe        | 9.300 m |
| Reichweite              | 2.950 km |
| max. Flugdauer          | 8,40 h |
| Triebwerke              | zwei 14-Zylinder-Sternmotoren Nakajima Ha-109 mit je 1.500 PS (ca. 1.100 kW)                                        |
| Bewaffnung              | eine 20-mm-Maschinenkanone Ho-1 fünf 7,7-mm-Maschinengewehre Typ 89; bei Ki-49 II ersetzt durch fünf 12,7-mm Ho-103 |